# Station Gununggangsir
Gununggangsir is een voormalig spoorwegstation in de Indonesische provincie Oost-Java. Het station is rond 1980 gesloten.
Het station ligt aan de lijn Station Sidoarjo-Station Bangil